# Verlag Technik
Der Verlag Technik, ehemals VEB Verlag Technik, Berlin, der zeitweise als Verlag Technik GmbH mit Sitz in Berlin firmierte, ist heute „verbliebener Rest“ einer Eingliederung in die Huss-Medien GmbH.

## Unternehmensentwicklung
Der VEB Verlag Technik in Berlin, war ein Fachbuch- und Fachzeitschriftsverlag in der DDR. Er wurde am 1. Juli 1946 gegründet. Neben dem Fachbuchverlag Leipzig gehörte er zu den wichtigsten Verlagen für Fachbücher im Bereich Technik und Naturwissenschaften in der DDR bis einschließlich der Jahre unmittelbar nach der DDR-Wende im wiedervereinigten Deutschland, nach welcher die Anzahl der Neupublikationen im Verlag allerdings deutlich abnahm. Außerdem verlegte er viele Fachzeitschriften für verschiedene technische Fachgebiete, z. B. Radio Fernsehen Elektronik, MP Mikroprozessortechnik, Neue Technik im Büro, Agrartechnik, KFT oder Die Technik: technisch-wissenschaftliche Zeitschrift für Grundsatz- und Querschnittsfragen (1950–1953).
Eine bemerkenswerte Episode während den Anfangsjahren des Verlags spielte der Physiker und Philosoph Klaus Zweiling, der von 1950 bis 1955 den Verlag leitete und gegen den in dieser Zeit eine Kampagne wegen „Schädlingsarbeit auf dem Gebiet der Ideologie“ initiiert wurde. 1955 rehabilitiert, wurde er zum ordentlichen Professor für dialektischen Materialismus an die Humboldt-Universität zu Berlin berufen.
Im Zuge der deutschen Wiedervereinigung wurde der VEB Verlag Technik am 1. Juli 1990 in eine GmbH umgewandelt, deren Anteilseignerin zu 100 % die Treuhandanstalt war. Von dieser kaufte der Münchner Verleger Wolfgang Huss im September 1991 den ReWi Verlag für Recht und Wirtschaft (ehemals Staatsverlag der DDR), den Verlag Die Wirtschaft, den Verlag für Bauwesen sowie den Verlag Technik. Von den bis dahin noch einhundert Mitarbeitern des Verlags Technik wurden 31 übernommen.
Zunächst behielt der Verlag Technik seine Rechtsform als GmbH bei und wurde damit Tochtergesellschaft der Huss-Medien GmbH in Berlin, verlor jedoch seine noch eigenständige, formaljuristische Existenz am 1. Januar 1999 und ist mit diesem Datum in die Huss-Medien GmbH eingegliedert worden. Damit endet auch die Mitgliedschaft des Verlag Technik im Börsenverein des Deutschen Buchhandels; die bis dahin verwendete Buchhandels-Verkehrsnummer wurde auf die Huss-Medien GmbH übertragen.

## Verlagsprogramm
Eine kleine Anzahl der populären Bücher und Zeitschriften, wie Elektropraktiker oder Hebezeuge Fördermittel werden bis heute verlegt. Die bekannte ehemalige Zeitschrift MSR – Messen, Steuern, Regeln ist hingegen in den Zeitschriften Automatisierungstechnische Praxis und Automatisierungstechnik des R. Oldenbourg Verlags, München, aufgegangen.